# Помфрет (Вермонт)
Помфрет (англ. Pomfret) — місто (англ. town) в США, в окрузі Віндзор штату Вермонт. Населення — 916 осіб (2020).

## Демографія
Згідно з переписом 2010 року, у місті мешкали 904 особи в 393 домогосподарствах у складі 252 родин. Було 544 помешкання
Расовий склад населення:
| - 97,9 % — білих - 0,8 % — азіатів - 0,2 % — корінних американців - 0,1 % — чорних або афроамериканців |

До двох чи більше рас належало 0,9 %. Частка іспаномовних становила 1,3 % від усіх жителів.
За віковим діапазоном населення розподілялося таким чином: 20,8 % — особи молодші 18 років, 60,5 % — особи у віці 18—64 років, 18,7 % — особи у віці 65 років та старші. Медіана віку мешканця становила 49,3 року. На 100 осіб жіночої статі у місті припадало 99,6 чоловіків;  на 100 жінок у віці від 18 років та старших — 91,4 чоловіків також старших 18 років.
Середній дохід на одне домашнє господарство  становив 109 755 доларів США (медіана — 91 042), а середній дохід на одну сім'ю — 127 607 доларів (медіана — 106 364). Медіана доходів становила 64 500 доларів для чоловіків та 48 000 доларів для жінок. За межею бідності перебувало 2,5 % осіб, у тому числі 0,0 % дітей у віці до 18 років та 1,4 % осіб у віці 65 років та старших.
Цивільне працевлаштоване населення становило 540 осіб. Основні галузі зайнятості: освіта, охорона здоров'я та соціальна допомога — 28,0 %, роздрібна торгівля — 16,5 %, науковці, спеціалісти, менеджери — 15,9 %.